# Ten wąsik

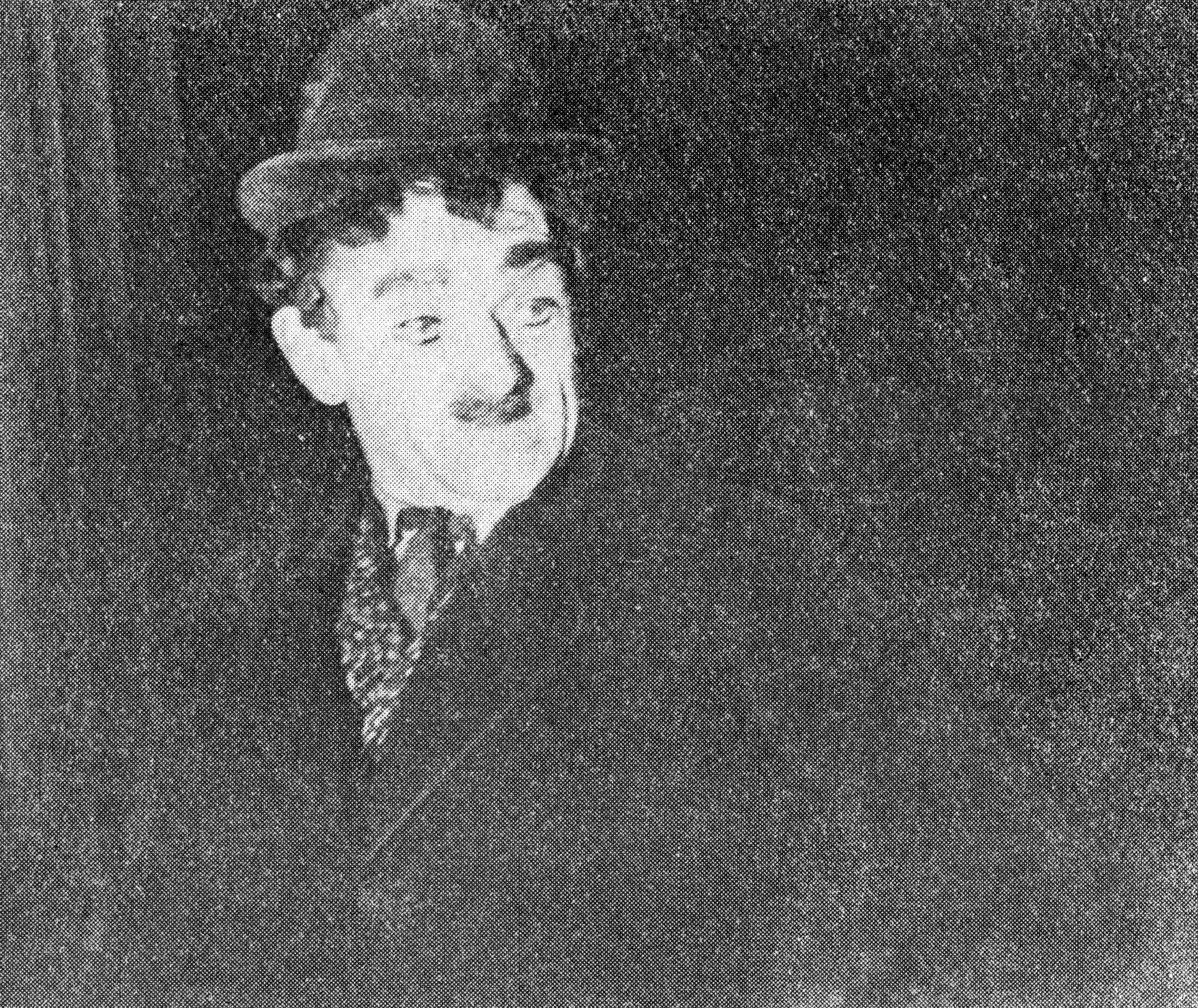
Ludwik Sempoliński w piosence Ten wąsik

Ten wąsik (również w wersji Ten wąsik, ach, ten wąsik) – nowa wersja piosenki Je cherche après Titine do muzyki Léo Daniderffa ze słowami Mariana Hemara, wykonywana przez Ludwika Sempolińskiego w rewii kabaretu Ali Baba Orzeł czy Rzeszka, której premiera odbyła się 31 maja 1939 roku. Piosenka była satyrą kpiącą z wodza III Rzeszy Adolfa Hitlera i grającą na fakcie, że identyczny wąs nosiła gwiazda kina Charlie Chaplin. Była to jedna z najpopularniejszych piosenek Hemara o tematyce politycznej.  
Piosenka – śpiewana przez Sempolińskiego – znalazła się także w programie rewii Pakty i fakty, ostatniego programu kabaretowego przedwojennej Warszawy (różne źródła podają datę premiery jako 31 sierpnia 1939 roku, 2 lub też 12 września). W trakcie obrony Warszawy piosenkę spopularyzował wśród żołnierzy Wojska Polskiego sam Sempoliński, dający dla nich improwizowane koncerty.  
W czasie II wojny światowej Sempoliński był poszukiwany przez niemieckie władze okupacyjne, prawdopodobnie właśnie ze względu na parodiowanie Hitlera; przez całą wojnę ukrywał się pod fałszywym nazwiskiem.